# Александров Гай
Александров Гай (рос. Александров Гай) — село, адміністративний центр і найбільший населений пункт Александрово-Гайського району Саратовської області.
Населення — 9900 жителів (2002).
Село розташоване на берегах річки Великий Узень, за 46 км на південний схід від міста Новоузенськ. Залізнична станція Приволзької залізниці — кінцева на гілці від Червоного Кута. До 16 жовтня 2009 курсував місцевий потяг до станції Саратов-1. Є приміське автобусне сполучення з Саратовом.

## Географія

### Клімат
Олександрів Гай — один із найспекотніших населених пунктів Росії, якщо вважати по середній температурі літніх місяців, і один з небагатьох в Росії, де середній максимум липня перевищує 30 °C. Найхолодніші місяці — січень і лютий, найтепліший — липень. Зима помірно прохолодна.
- Середньорічна температура — +7,4 °C
- Середньорічна швидкість вітру — 3,8 м/с
- Середньорічна вологість повітря — 70 %

## Історія
Село Олександрів Гай веде свою історію з кінця XVII століття, коли поблизу заплавних заростей осики і тополі на річці Великий Узень виросло село. Першими тут селилися вільні люди, які втекли від кріпацької долі селяни. Село названо по імені одного з перших поселенців. В українській мові невеликий ліс називають гаєм і звідси, мабуть, виникло додаток до назви села.
З 1762 року, коли старообрядникам було дозволено селитися в Заволжжі, Олександрів Гай став одним з великих розкольницьких центрів.
Основним заняттям жителів села до 60-м рокам XIX століття стає хліборобство. Обробляли пшеницю, в основному — тверду, вона користувалася великим попитом на ринку. У торговельній життя села особливо важливу роль грали ярмарки. На ярмарок з навколишніх сіл і хуторів привозили: зерно, худобу, мануфактуру, кавуни, дині, рибу, шкіряні, залізо -скобяние, гончарні та ін. вироби, з Ельтону завозили сіль.
1895 рік відзначений важливою подією в житті села: побудована залізниця, яка зв'язала його з Покровської слободою (м. Енгельс).

## Населення
| 1959 | 1970  | 1979  | 1989  | 2002  | 2010  | 2018  |
| ---- | ----- | ----- | ----- | ----- | ----- | ----- |
| 4763 | ↗8088 | ↗8779 | ↗9611 | ↗9993 | ↘9728 | ↘9361 |

## Відомі люди
Уродженцем Олександрового Гаю є полковник Нечаєв Олег Олександрович, учасник російсько-української війни 2014—2015 років, командир 8-го полку спецпризначення.